# Saint-Jean-Rohrbach
Saint-Jean-Rohrbach är en kommun i departementet Moselle i regionen Grand Est (tidigare regionen Lorraine) i nordöstra Frankrike. Kommunen ligger i kantonen Sarralbe som tillhör arrondissementet Sarreguemines. År 2022 hade Saint-Jean-Rohrbach 963 invånare.

## Befolkningsutveckling
Antalet invånare i kommunen Saint-Jean-Rohrbach
| Referens: INSEE |